# Фрідріх I (герцог Верхньої Лотарингії)
Фрідріх (Феррі) I (нім. Friedrich I, фр. Ferry I; бл. 912 — 18 травня 978) — 1-й герцог Верхньої Лотарингії в 977—978 роках, 1-й граф Барський в 959—978 роках. Засновник роду Арденн-Бар.

## Життєпис
Походив з Арденнського дому. Старший син Вігеріха, пфальцграфа Лотарингії, та Кунігунди, онуки Людовика II, короля Західнофранкського королівства. Народився, за різними відомостями, 910, 912 або 915 року. 
Перша письмова згадка відноситься до 939 року. Ймовірно, допомагав братові по матері Оттону I в управлінні Лотарингії, внаслідок чого Фрідріха інколи помилково називають герцогом.
У 951 році заручився з донькою Гуго Великого, фактично правителя Західнофранкського королівства. Шлюб відбувся 954 року. Як посаг дістав посаду світського абата Сен-Денні в Лотарингії та абатства Сен-Міхель. Водночас в цей час став докладати чималих зусиль заради збільшення власних володінь, обмінявшись володінням з єпископом Гозленом Тульським, завдяки чому став власником Бар-ле-Дюка. З 959 року став титулуватися як граф де Бар. Разом з тим став власником графств Шамонтуа, Шарпен'є, Сулозуа.
959 року в зв'язку з повстанням лотаринзької знаті герцог Бруно I розділив Лотарингію на Верхню і Нижню, призначивши там віцегерцогів (за іншими відомостями — маркграфів). Фрідріх, як впливовий феодал в графствах Туль, Верден, Мец, призначається очільником Верхньої Лотарингії. Він допоміг Бруно придушити заколот. Зберіг посаду після смерті Бруно I в 965 році.
977 року імператор Оттон I надав Фрідріхові титул герцога Верхньої Лотарингії. Але той 978 року помер. Владу успадкував син Тьєррі.

## Родина
Дружина — Беатріса, донька Гуго, графа Паризького, маркіза Нейстрії.
Діти:
- Генріх (955—до 978)
- Адальберон (958—1005), єпископ Меца
- Тьєррі (965—1026), герцог Верхньої Лотарингії, 2-й граф Бар
- донька